# Scandale des dépenses du Parlement du Royaume-Uni

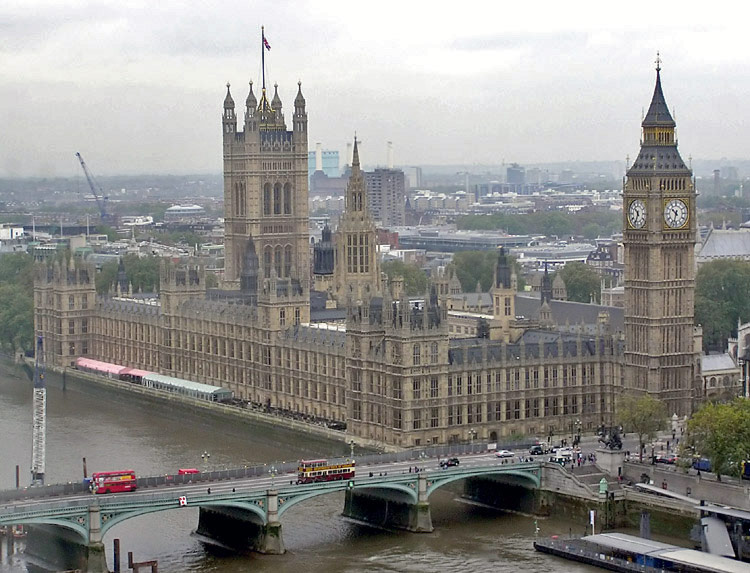
Le palais de Westminster, siège du parlement britannique.

Le scandale des dépenses du Parlement du Royaume-Uni est un scandale politique apparu en mai 2009 au Royaume-Uni à la suite de divulgations de frais parlementaires réclamés indûment par des députés britanniques. Révélé grâce au Freedom of Information Act, il a donné lieu à de nombreuses démissions et à des peines d'emprisonnement.

## Description
La loi britannique Freedom of Information Act, promulguée par le gouvernement Tony Blair, vise à permettre et réguler la liberté d'accès aux documents administratifs. Elle entre en vigueur en janvier 2005. Des journalistes demandent alors des informations sur les notes de frais des Member of Parliament (MP).
Après de nombreuses phases administratives, la demande est acceptée et les frais doivent être rendus publics en juillet 2009. Mais en mai The Daily Telegraph obtient ces données, commence à en publier, et met en lumière les abus.
S'ensuivent plusieurs démissions, dont celle du speaker de la Chambre des communes, Michael Martin — une première depuis 1695 —, de plusieurs secrétaires et ministres. Six députés et lords – ceux qui ont fait des déclarations mensongères – sont condamnés à des peines de prison.

## Conséquences
Depuis le scandale, une autorité indépendante verse les indemnités des parlementaires, gère leurs notes de frais et fait respecter le code de conduite qu’elle a édicté. En outre, une procédure permettant aux électeurs de révoquer en cours de mandat un député condamné à une peine de prison ou mis en examen pour de fausses déclarations sur ses frais a été mise en œuvre. Le Monde relève en 2019 que « les dépenses des parlementaires ont cessé d’être un objet de controverse ».